# Ikotos
Ikotos är ett län (county) i Sydsudan. Det ligger i delstaten Eastern Equatoria, i den sydöstra delen av landet, 190 kilometer sydost om huvudstaden Juba.